# 越裳
越裳， 是中国典籍记载的一个南方国家，具体位置已无从考证。
「越裳」之名始見於《尚書大傳》。周公居攝六年，越裳國派遣使者乘着三只象经过三年时间辗转翻译来到镐京向周成王进献一只白雉/两只黑雉/一颗象牙，成王赐给周公，周公还于成王，回国时使者迷路，周公赐给他们两匹锦缎，五辆軿车，都是指南车，让他们坐着它南回，一年就回国了（位于晋时扶南/林邑的海边），派遣的大夫宴将送他们回国回来的时候，也是乘着指南车背道而驰，也是一年回到镐京，因为车辖车轊都是铁制的，所以回来的时候，都消磨殆尽，成王命巾车氏收好记载下来，作为先例，以示越裳归属周朝。与此同时西旅向周成王进贡獒犬。
越裳氏進獻白雉的說法後來被越南的《嶺南摭怪》所吸收。根據《嶺南摭怪》的說法，在雄王時期，文郎國分為十五個部落，越裳是其中的一個部落。雄王命令他的臣僚以越裳氏之名，向西周進獻白雉。此後的《大越史記全書》、《欽定越史通鑑綱目》等書，也都沿用了這個說法。但根据《越史略》记载，周庄王时，其国自称碓王/雄王，国号文郎国。
越裳所在的具體位置至今不詳。三國時期，東吳所設的九德郡轄境內有一個縣被命名為越裳縣。中國古代學者多認為越裳是今日越南南部之地。1802年，舊阮君主阮福映統一越南之後，取安南的「南」字、越裳的「越」字，擬定國號為「南越」，並遣使赴清，要求嘉慶帝冊封自己為「南越國王」。但嘉慶帝認為南越之地甚廣，兩廣之地亦是昔日南越國屬境；阮福映全有安南，亦不過交趾故地，不應該以「南越」為國號；於是將「南越」二字顛倒順序，稱為「越南」。這就是今日越南國名的由來。
根據越南歷史學家陳仲金的考證，越裳位於今日越南廣平省、廣治省一帶。不過也有學者認為越裳指的是今日緬北、寮國境內的掸族。

## 腳註
1. ↑  《尚书大传·归禾》：“交趾之南，有越裳国。周公居慑六年，制礼作乐，天下和平，越裳以三象重九译而献白雉曰：道路悠远，山川阻深恐使之不通，故九译而朝。”《古今注》：“周公致太平，越裳氏重译来献，使者迷其归路，周公赐軿车五乘，皆为司南（车）之制。”
2. ↑  《嶺南摭怪·鴻龐氏傳》：「東夾南海，西抵巴蜀，北至洞庭湖，南至狐猻精國（即占城）。分國中為十五部（或作郡）：曰越裳、曰交趾、曰朱鳶、曰武寧、曰福祿、曰寧海、曰陽泉（或作陽海）、曰陸海、曰懷驩、曰九真、曰日南、日真定、曰文郎、曰桂林、日象郡等部，分歸弟治之。」
3. ↑  《嶺南摭怪·白雉傳》：周成王時，雄王命其臣稱越裳氏，獻白雉於周。其言語不通，周公使人重譯，然後相通。周公問曰：「何為而來？」越裳氏應曰：「今天無淫雨、海不揚波三年矣。意者中國有聖人矣，故來。」周公嘆曰：「政令不施，君子不臣其人；德澤不加，君子不享其物。及記黃帝所誓曰：『交趾方外，無得侵犯。』」賞以重物，教戒放回。越裳使忘其歸路，周公命賜之駢車五乘，皆為向南之制。越裳氏載之由扶南、林邑海渚，期年而至其國，故指南車常為先導。
4. ↑  《大越史記全書·外紀·鴻厖紀》：（文郎國）「其國東夾南海，西抵巴蜀，北至洞庭湖，南接胡孫國（即占城），分國為十五部，曰交趾、曰朱鳶、曰武寧、曰福祿、曰越裳、曰寧海、曰陽泉、曰陸海、曰武定、曰懷驩、曰九真、曰平文、曰新興、曰九德、以臣屬焉。其曰文郎，王所都也。」
5. ↑  《越史略·卷上》：「昔黄帝既建萬國，以交趾遠在百粤之表，莫能統屬，遂界於西南隅，其部落十有五焉，曰交趾、越裳氏、武寧、軍寧、嘉寧、寧海、陸海、湯泉、新昌、平文、文郎、九真、日南、懷驤、九德，皆禹貢之所不及。」
6. ↑  《清史稿·列传三百十四·属国二》：“（嘉庆七年）十二月，阮福映灭安南，遣使入贡，备陈备构兵始末，为先世黎氏复仇；并言其国本古越裳之地，今兼并安南，不忘世守。乞以‘南越’名国。帝谕以‘南越’所包甚广，今两广地皆在其内，阮福映全有安南，亦不过交趾故地，不得以‘南越’名国。八年，改安南为越南国。”
7. ↑  《越南史略》中譯本，14頁